# Нова-Црня (община)
Нова-Црня (серб. Нова Црња) — община в Сербии, входит в Средне-Банатский округ.
Население общины составляет 11 338 человек (2007 год), плотность населения составляет 42 чел./км². Занимаемая площадь — 273 км², из них 90,7 % используется в промышленных целях.
Административный центр общины — город Нова-Црня. Община Нова-Црня состоит из 6 населённых пунктов, средняя площадь населённого пункта — 45,5 км².

## Статистика населения общины
| Год  | Население, чел. |
| ---- | --------------- |
| 1991 | 14 234          |
| 2001 | 12 823          |
| 2002 | 12 644          |
| 2003 | 12 400          |
| 2004 | 12 120          |
| 2005 | 11 849          |
| 2006 | 11 612          |
| 2007 | 11 338          |